# Прапор Міннесоти
Прапор Міннесоти (англ. Flag of Minnesota) — один з державних символів американського штату Міннесота.

## Опис
Прапор являє собою полотнище, поділене на 2 частини неправильної форми: ліворуч темно-синій увігнутий багатокутник, на якому зображена біла зірка (октаграма), а праворуч – яскраво-блакитний, майже бірюзовий опуклий багатокутник.

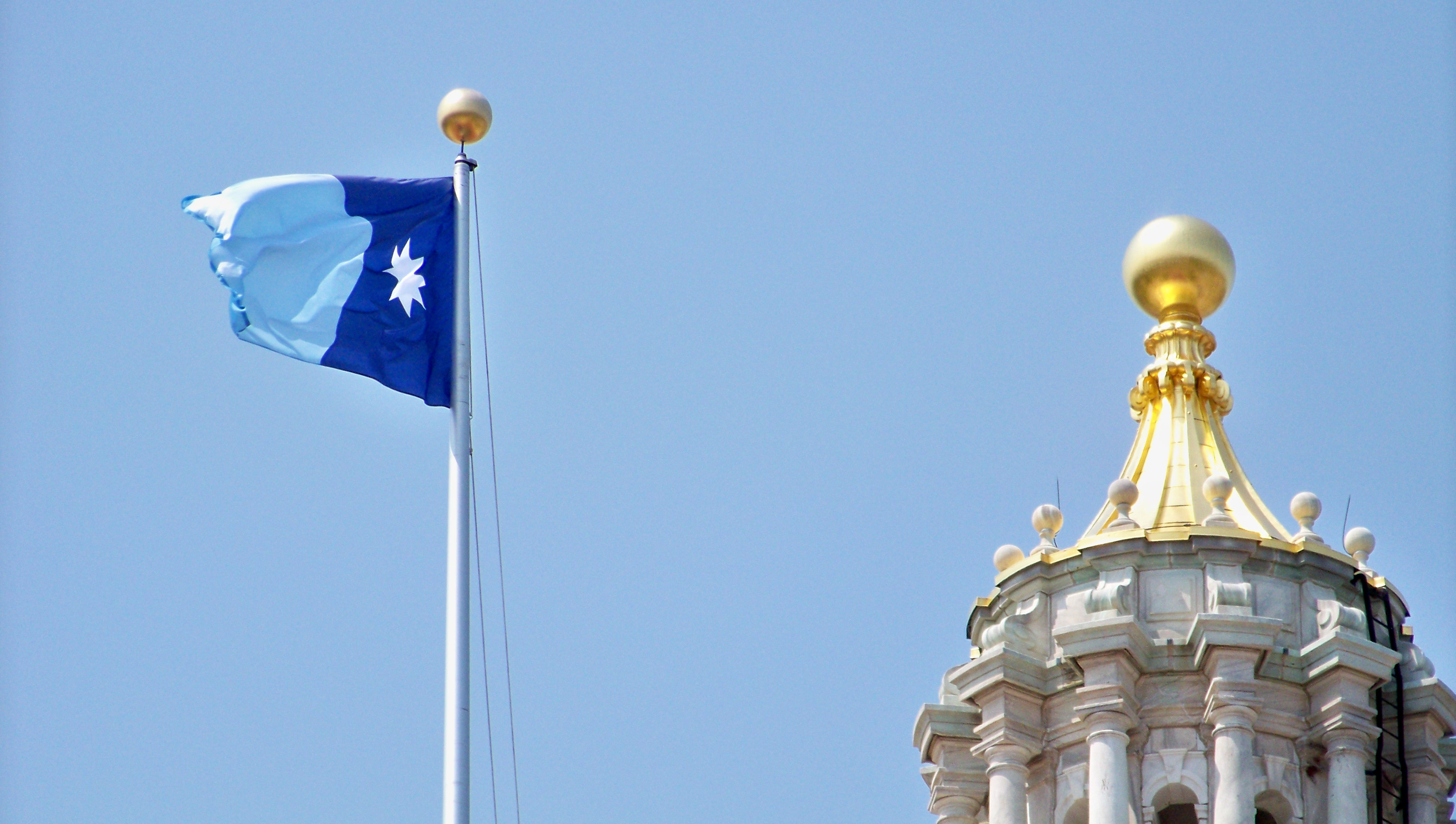
Прапор Міннесоти, піднятий біля Капітолія 11 травня 2024 року, з нагоди 166-ї річниці заснування штату

Темно-синій колір позначає нічне небо, тоді як біла зірка являє собою Полярну зорю, що її зображено у ротонді Капітолія штату Міннесота. Зірка є відсиланням до державного гасла штату (фр. L'Étoile du Nord, тобто Зірка Півночі).
Яскраво-блакитний (бірюзовий) колір передає природній колір рясних вод Мінесоти, від яких походить її назва (мовою дакота — «затінена небом вода»; МФА: [ˌmɪnəˈsoʊ̯tə]).
Творцем поточного прапора є Ендрю Преккер.

## Історія

### Перший прапор 1893 року
У 1891 році влада Міннесоти вирішила взяти участь у Всесвітній виставці, що мала відбутися 1893 року в Чикаґо. Для нагляду за підготовчими заходами тодішнім головою Міннесоти, губернатором Вільямом Рашем Мерріамом, було скликано наглядову раду. Її правління складалося лише з чоловіків, однак певну частину заходів, що мали характер "жіночої роботи" (приміром, творчі роботи та оздоблення), було передано волонтеркам жіночого товариства «Жіноча допоміжна рада» (англ. Women's Auxiliary Board). Оскільки на той час у Міннесоти не було прапора, товариство створило комітет з його розробки, до якого увійшло шестеро осіб. Було проведено творчий конкурс на дизайн прапора, на який подали близько 200 робіт. У лютому 1893 року голова комісії Флоренс Ґрінліф оголосила, що перемогу та винагороду у розмірі $15 ($525 у розрахунку на 2024 рік) здобула кушнірка Амелія Гайд Сентер з Міннеаполіса. За запитом Жіночої допоміжної ради, 4 квітня 1893 року парламент Міннесоти проголосував за проголошення переможного прапора державним стягом штату.
Прапор, розроблений Амелією Гайд Сентер, мав дві сторони різного кольору: спереду прапор мав біле тло, а ззаду – яскраво-синє. Посередині обох боків прапора було зображено державну печатку, оповиту білими квітами зозулиних черевичків на синьому тлі. На печатці містилося зображення рільника з плугом та індіанського вершника, що прямує на захід. Червона стрічка містила державний девіз Міннесоти (фр. L'Étoile du Nord, тобто Зірка Півночі), роки заснування першого постійного поселення на теренах штату (Форт Снеллінґ, заснований 1819 року) та створення самого прапора (1893). У верхній частині печатки було також вказано рік приєднання Міннесотської території до США та заснування штату Міннесота (1858). Під печаткою та червоною стрічкою було вказано назву штату Міннесота, а довкола неї зображено 19 золотих зірок, що разом утворювали ще одну, більшу зірку. Їхня кількість вказує, що Міннесота була 19-м штатом, який було приєднано до Сполучених Штатів Америки. Найвища зірка була більшою за решту та позначала Полярну зорю.
Історики вважають, що Амелія Гайд Сентер надихалася прапорами, що використовувалися піхотними полками Міннесоти під час Громадянської війни, та загалом поширеним взірцем американських прапорів, більшість з яких являє собою сині полотнища, оздоблені або американським орлом, або державною печаткою.
Перший прапор було зіткано з шовку та вишито сестрами Поліною та Томаною Ф'єлде, які згодом отримали за це золоті медалі.

### Другий прапор 1957 року
Другий прапор було розроблено 1957 року, напередодні урочистостей з нагоди 100-ї річниці створення штату. Цей прапор був осучасненим різновидом попереднього та відрізнявся від нього, насамперед, відмовою від двостороннього дизайну: обидва боки прапора були королівсько-синього кольору. Уніфікація дозволила виготовляти нові прапори з одного шматка тканини, зменшивши витрати на виробництво та зробивши прапор міцнішим та стійкішим до сильних вітрів. Також змінився колір квітів зозулиних черевичків: білі квіти, майже не поширені в Міннесоті, замінили на білі з рожевою серединкою.

Другий прапор (1957–1983)

Деяких змін також зазнало зображення державної печатки. На новому прапорі містилося 2 кола:
- Унутрішнє коло містило спрощене зображення державної печатки Міннесоти на блакитному тлі. Печатка була оздоблена вінком зозулиних черевичків та червоною стрічкою, яка, як і у випадку з попереднім прапором, містила роки заснування першого поселення, гасло Міннесоти та рік ухвалення першого прапора. Над печаткою було вказано рік заснування штату Міннесота
- Зовнішнє коло містило 19 золотих зірок на білому тлі, що разом утворювали ще одну, більшу зірку. Їхня кількість, як і у випадку з попереднім прапором, вказувала, що Міннесота була 19-м штатом, який було приєднано до Сполучених Штатів Америки, а найвища зірка була більшою за решту й позначала Полярну зорю. У нижній частині містилася назва штату, записана червоними заголовними буквами

Обидва кола були відмежовані одне від одного та від синього тла прапора золотими кільцями.

### Третій прапор 1983 року
У 1983 році влада Міннесоти вирішила вкотре оновити прапор.

Третій прапор (1983–2024)

Третє покоління прапора зазнало лише незначних змін: яскраві кольори замінили на більш тьмяні або насичені, а печатку перемалювали. Саме з печаткою пов'язана основна частина змін:
- Воїн корінного народу дакота тепер дивиться у південному напрямку, в бік рільника
- На печатці тепер присутні ріка Міссісіпі та водоспад Сент-Ентоні (Овамнійомні), аби відзначити корінне походження назви штату та їхню вагу для промислового та доправного розвитку Міннесоти
- Також додано три червоні сосни (англ. Norway pine), які вважаються деревним символом штату. Кожна позначає гідрологічний регіон: долини річок Сент-Круа та Міссісіпі, а також озеро Супіріор (Ґічіґамі)

Також відповідно до оновленого статуту, прапор мусив мати золоту бахрому.
Ця версія прапора роками зазнавала критики: населення Міннесоти не схвалювало його нерозбірливості та схожості з одноманітними прапорами інших штатів. Також новій печатці (а разом з нею – і прапору) закидали зневажливе та заперечливе ставлення до історії заселення Міннесоти європейськими поселенцями та приховування насильства, вчиненого проти корінних народів штату.

### Четвертий прапор 2024 року
Наприкінці березня 2022 року Демократично-Аграрно-Робітнича партія Міннесоти представила законопроєкт щодо зміни державного прапора та печатки штату. Авторами закону виступили Майк Фрайберґ і Петер Фішер. Останній виступав за зміну зовнішнього вигляду прапора ще з 2017 року, коли відповідний запит висловили учнівські об'єднання Міннесоти. Попри спротив місцевого осередку Республіканської партії, закон було ухвалено у квітні 2023 року, а вже в травні було створено Комісію зі зміни державних символів (англ. State Emblems Redesign Commission), до складу якої увійшло 13 посадовців і посадовиць Міннесоти.
У вересні того ж року комісія погодила організацію творчого конкурсу на накращі прапор та печатку. Станом на жовтень 2023 року громадськість запропонувала 2132 прапори та 398 печаток. Найчастіше пропоновані прапори та печатки містили Полярну зорю, ріки, озера та гагар. Водночас були й химерні пропозиції:
- Світлини, зокрема – собаки та дерев'яної підлоги
- Імітація державних прапорів інших держав
- Малюнок гагари, що стріляє зеленими лазерами з очей (відсилання до відповідного прапору з ківі, який подавали на референдум щодо прапора Нової Зеландії)[26]
- Незмінені прапори Міннесоти зразка 1893, 1957 та 1983 років[27]

21 листопада 2023 року комісія зустрілася у Сенаті Міннесоти, щоби визначити 5 найкращих пропозицій, однак погодили аж 6, а вже 13 грудня комісія відкинула ще 3 проєкти.

Усі пропоновані прапори містили зображення Полярної зорі, а також білі та сині барви. Водночас комісія відкинула усі пропозиції з гагарою, яка, на думку комісії, символізує лише невелику частину штату.

Фіналісти творчого конкурсу
Проєкт №F1953 – переможна пропозиція авторства Ендрю Преккера
Проєкт №F2100 – прапор Джона Маллера, відкинуто 15 грудня
Проєкт №F944 – Прапор "Небесне дзеркало", розроблений Тодом і Петером Пітманами, відкинуто 15 грудня
Проєкт №F29 – Прапор "Зоресніжка", розроблений Брендоном Гандтом, відкинуто 13 грудня
Проєкт №F1154 – Прапор Роса Браґґінка, відкинуто 13 грудня
Проєкт №F1435 – Прапор Сари Аґатон Гоувс, відкинуто 13 грудня

Уже 15 грудня 2023 року комісія оголосила, що новий прапор буде розроблено на основі пропонованого прапора №F1953, розробленого Ендрю Преккером. Також комісія постановила, що прапор слід додатково удосконалити.

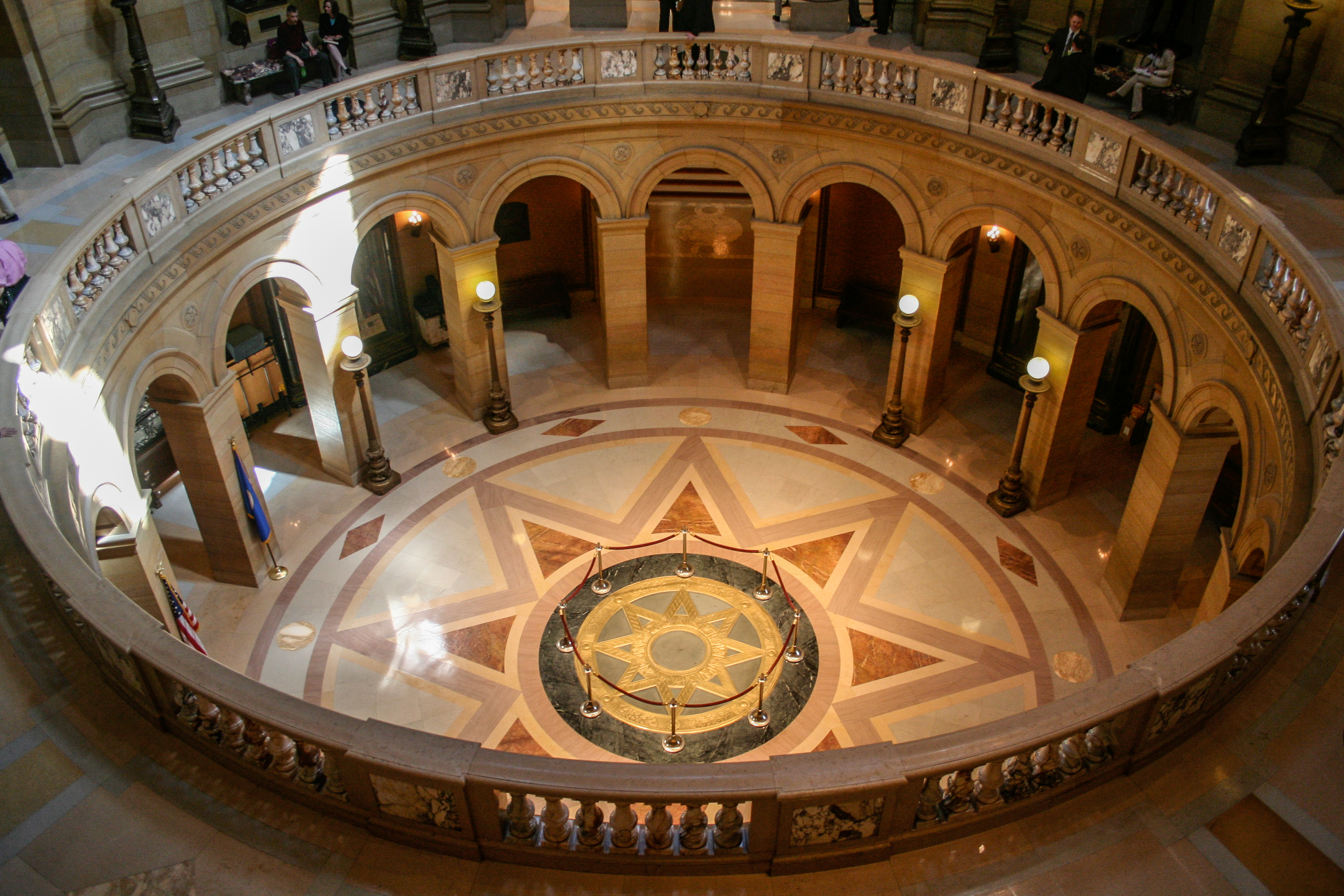
Полярна зоря у ротонді Капітолія Міннесоти

Приміром, на вимогу комісії зображення Полярної зорі трохи змінили, аби воно було схоже на її зображення з ротонди Капітолія Міннесоти.

Спільно з Ендрю Преккером комісія напрацювала ще 5 пропозицій:

A2
B2
C2
D2
E2

Пропонований прапор №A2 було погоджено остаточним голосуванням 19 грудня 2023 року. Прапор №A2 отримав 12 з 13 голосів (ще один голос отримав прапор №B2).
Прапор офіційно став державним прапором Міннесоти 11 травня 2024 року. Того ж дня новий прапор підняли над Капітолієм Міннесоти, а губернатор Тім Волз встановив його у своєму кабінеті.

## Кольори
Прапор має 3 кольори: темно-синій, блакитний і білий. Вони позначають нічне небо, рясні води Міннесоти та Полярну зорю відповідно. У звіті Комісії зі зміни державних символів Міннесоти наведено такі характеристики кольорів:
| Колір       | RGB  | RGB | RGB | RGB | RGB          | CMYK | CMYK | CMYK | CMYK | Pantone |
| Колір       | HTML | R   | G   | B   | Колірний код | C    | M    | Y    | K    | Pantone |
| ----------- | ---- | --- | --- | --- | ------------ | ---- | ---- | ---- | ---- | ------- |
| Білий       |      | 255 | 255 | 255 | #FFFFFF      | 0    | 0    | 0    | 0    | White   |
| Темно-синій |      | 0   | 45  | 93  | #002D5D      | 100  | 86   | 35   | 31   | 648     |
| Блакитний   |      | 82  | 201 | 232 | #52C9E8      | 59   | 0    | 6    | 0    | 305     |

## Будова

Пропорції прапора та його будова

Співвідношення сторін поточного прапора складає 3:5. Темно-синій увігнутий багатокутник є мінімалістичним зображенням зовнішнього вигляду кордонів Міннесоти. Біла зірка прапора є октаграмою правильного виду та є копією Полярної зірки, зображеної на підлозі ротонди Капітолія Міннесоти. Блакитний випуклий багатокутник має вигляд шеврона.
Офіційна схема конструкції прапора міститься у звіті Комісії зі зміни державних символів Міннесоти.

## Інші прапори

### Прапор Джозефа Нельсона
У 1957 році, під час обговорень щодо оновлення першого прапора Міннесоти, ексгенерал-ад'ютант Національної гвардії Міннесоти Джозеф Нельсон створив і подав на розгляд парламенту альтернативний прапор. Це був триколірний прапор, що складався зі смужок червоного, білого та синього кольорів відповідно. На білій смужці було зображено 19 золотих зірок із червоною облямівкою, що утворювали ще одну, більшу зірку. Друга зірка зверху була більшою за решту та позначала Полярну зорю.

Прапор Джозефа Нельсона 1957 року

Джозеф Нельсон цікавився геральдикою та прагнув зберегти символізм прапора зразка 1893 року. Його ідею підтримав член Палати представників Міннесоти від Республіканської партії Джон Трейсі Андерсон, який просував триколор як альтернативу осучасненню існуючого прапора з державною печаткою. Зрештою, їхній прапор було відхилено Палатою представників Міннесоти (48 голосів проти 23).

### Прапор Північної зорі
Прапор Північної зорі було розроблено 1988 року бухгалтером Лі Герольдом і преподобним Вільямом Бекером на противагу офіційному прапору (на той час – третій прапор, зразка 1983 року). У 1989 вони представили своє бачення прапора Міннесоти владі штату. Їхні зусилля підтримав представник від Республіканської партії, Ґіл Ґуткнехт, однак пропозицію було відхилено.

Прапор Північної зорі 1988 року

Лі Герольд виступав проти офіційного прапора ще зі шкільних років. На його думку, прапор мав би «приваблювати людей, як квіти – бджіл». У інтерв'ю одному з новинних видань він пригадав випадок, коли прапор вивісили у перевернутому вигляді, але цього дуже довго ніхто не помічав.
Триколірний прапор складається з нерівнозначних хвилястих смуг (список подано у порядку згори донизу):
- Широка смуга темно-синього кольору позначає рясні води Міннесоти та її нічне небо
- Вузька смужка білого кольору позначає зиму та суворі снігопади півночі
- Найнижча смуга зеленого кольору позначає соснові ліси штату

Золота зірка у верхньому куті зліва – Полярна зоря, один із упізнаваних символів Міннесоти.